# Torre de la Muela (Jérica)
La torre de la Muela, en Jérica, comarca del Alto Palancia, provincia de Castellón, España, es una torre de vigilancia, que se encuentra a poca distancia del núcleo poblacional de Jérica, en dirección sur, en el camino que comunica Jérica con Sagunto.
Está catalogada como Bien de Interés Cultural, por declaración genérica, al tratarse de una torre defensiva, pese a lo cual no se ha realizado su anotación ministerial, por lo que su identificación se realiza mediante el código: 12.07.071-010.

## Historia
Durante mucho tiempo, la fortificación y vigilancia de los núcleo externos era una necesidad vital debido a la inestabilidad política que existía en nuestro país. En el interior de Castellón ocurrió lo mismo. La zona, conquistada por los musulmanes era defendida contra los ataques de las tropas cristianas mediante castillos y torres de vigilancia que, construidas a distancia de este, le permitían tener controlada y vigilada una mayor extensión de terreno. Por ello, se puede afirmar, teniendo en cuenta la historia de la zona que se trata de una construcción de origen árabe, posiblemente del siglo XII que tenía como misión la vigilancia de un paso que existía sobre el río.
Así, en las cercanías de Jérica pueden encontrarse diversos restos de lo que antaño fueron sus torres de vigilancia, que constituían una red de viligancia y alerta frente a las posibles incursiones violentas de enemigos a la población residente en la zona.
Se posee documentación escrita que acredita que en la zona de Jérica existían no menos de cinco o seis torres de estas características, de las que solo se ha podido inventariar tres de ellas, mediante el estudio de los restos observables, ya que de las otras no queda rastro, lo que dificulta su localización geográfica, más teniendo en cuenta las características orográficas de la zona y los cambios que se han producido en ella con el transcurso del tiempo.
Estas tres torres vigía de Jérica son: la torre Novales, la torre de la Muela y la torre Ordaces. De las tres solo la torre de la Muela está catalogada como Bien de Interés Cultural.

## Descripción
Todas las torres de este estilo presentan, aproximadamente, un aspecto similar. De base circular o cuadrada, aunque en este caso son circulares, de fábrica de mampostería, con puerta de acceso elevada del suelo, una altura que estaba comprendida suficientemente elevada como para poder tener una visión extensa del terreno, pudiéndose encontrar restos de alturas entre uno y cuatro, incluso cinco metros.
Su estado de conservación en la actualidad es malo, ya que se encuentra en ruinas, pudiéndose observar solo sus basamentos, así como algún fragmento de lo que debió ser su estructura.